# Max Nassauer
Max Nassauer, Pseudonym: Dr. Harmlos (* 3. Oktober 1869 in Würzburg; † 23. Mai 1931 in Bad Kissingen, Unterfranken) war ein deutscher Gynäkologe und Schriftsteller.

## Leben
Nassauer war Frauenarzt in München. „Der dichtende Arzt in München“, so nannte ihn seine Freundin Else Lasker-Schüler, schrieb mit seinem Buch „Der gute Doktor“ (Ein nützlich Bilderbuch für Kinder und Eltern. Bilder von Hellmut Maison, München 1908) das erste moderne medizinische Bilderbuch für Kinder. Es gilt bis heute als Klassiker auf diesem Gebiet der Kinderliteratur und setzt die Reihe jener Bücher fort, die medizinische Belange für Kinder anschaulich machen will.